# Spoorlijn Betzdorf - Daaden
De spoorlijn Betzdorf - Daaden is een Duitse spoorlijn en is als spoorlijn 9288 onder beheer van DB Netze, tot 1993 was dit lijn 2883.

## Geschiedenis
Het traject werd door de Preußische Staatseisenbahnen geopend op 1 maart 1886.  

## Treindiensten
De Westerwaldbahn verzorgt het personenvervoer op dit traject met RB treinen.
| Serie | Treinsoort                    | Route                    | Bijzonderheden |
| ----- | ----------------------------- | ------------------------ | -------------- |
| RB 97 | Regionalbahn (Westerwaldbahn) | Betzdorf (Sieg) – Daaden |                |

## Aansluitingen
In de volgende plaatsenen is er een aansluiting op de volgende spoorlijnen:
Betzdorf
DB 2651, spoorlijn tussen Keulen en Gießen
DB 2880, spoorlijn tussen Siegen-Weidenau en Betzdorf
aansluiting Grünebach
DB 2651, spoorlijn tussen Keulen en Gießen